# C/2007 K5 (Lovejoy)
C/2007 K5 (Lovejoy) este o cometă periodică, descoperită la 26 mai 2007 de astronomul amator australian Terry Lovejoy.